# Australasia ai Giochi olimpici
L'Australasia era il nome di una squadra formata da atleti provenienti dall'Australia e dalla Nuova Zelanda che gareggiò nei Giochi olimpici nel 1908 e 1912.
Quando i Giochi olimpici ripresero nel 1920 dopo la prima guerra mondiale, le due nazioni ricominciarono a inviare squadre separate (come avevano fatto nelle prime 3 edizioni dei Giochi).
Gli atleti hanno vinto 12 medaglie ai Giochi olimpici estivi.

## Medaglieri

### Medaglie alle Olimpiadi estive
| Giochi         | Oro | Argento | Bronzo | Totale |
| -------------- | --- | ------- | ------ | ------ |
| 1908 Londra    | 1   | 2       | 2      | 5      |
| 1912 Stoccolma | 2   | 2       | 3      | 7      |
| Totale         | 3   | 4       | 5      | 12     |

### Medaglie per disciplina
| Sport            | Oro | Argento | Bronzo | Totale |
| ---------------- | --- | ------- | ------ | ------ |
| Nuoto            | 2   | 3       | 3      | 8      |
| Rugby XV         | 1   | 0       | 0      | 1      |
| Pugilato         | 0   | 1       | 0      | 1      |
| Atletica leggera | 0   | 0       | 1      | 1      |
| Tennis           | 0   | 0       | 1      | 1      |
| Totale           | 3   | 4       | 5      | 12     |